# Dimas Wood
Dimas Wood Valdivielso (Las Palmas de Gran Canaria, 25 de marzo de 1976) es un deportista español que compitió en vela en la clase 470. Su hermano Juan Luis también compitió en vela.
Ganó una medalla de bronce en el Campeonato Mundial de 470 de 2003. Participó en los Juegos Olímpicos de Atenas 2004, ocupando el 20.º lugar en la clase 470.

## Palmarés internacional
| \| Campeonato Mundial \| Campeonato Mundial \| Campeonato Mundial \| Campeonato Mundial \| \| Año \| Lugar \| Medalla \| Clase \| \| ------------------ \| ------------------ \| ------------------ \| ------------------ \| \| 2003 \| Cádiz ( España) \| Medalla de bronce \| 470 \| |                 |                   |       |
| Campeonato Mundial |                 |                   |       |
| Año | Lugar           | Medalla           | Clase |
| 2003 | Cádiz ( España) | Medalla de bronce | 470   |